# YU-KI
YU-KI, nom de scène de Yūki Kitamura (北村夕起, Kitamura Yūki, née le 19 décembre 1966), est une chanteuse pop japonaise et seiyū occasionnelle, chanteuse du populaire groupe de J-pop TRF, avec lequel elle débute en 1992 et connaît rapidement le succès. Elle sort en parallèle trois single en solo. Le premier en 1997 sert de thème au film anime Elmer no Bōken: My Father's Dragon, dont elle double le personnage principal. Le second en 2006 sert de générique à la série Kamen Rider Kabuto, et le troisième la même année à la série anime Bakegyamon, dont elle double l'un des personnages.

## Discographie
Singles
- 1997.06.25 : dragons' dance
- 2006.03.23 : NEXT LEVEL
- 2006.11.29 : Shiroi Tsuki (シロイツキ。?)